# Вайнштейн, Самуил Герцович
Самуил Герцович (Герцевич) Вайнштейн (1895—1941) — советский государственный деятель.

## Биография
Был заместителем народного комиссара рыбной промышленности СССР.
16 июня 1939 года был арестован по обвинению в том, что, якобы «являясь участником правотроцкистской организации, проводил работу в пользу польской разведки и занимался вредительством в системе Наркомпищепрома СССР», то есть в преступлениях, предусмотренных статьями 58-1а и 58-11 УК РСФСР. 28 октября 1941 года расстрелян в посёлке Барбыш под Куйбышевом (по другим данным, 1 ноября 1941 года в Саратове).
28 октября 1954 года посмертно реабилитирован постановлением Генеральной прокуратуры СССР (дело прекращено за отсутствием состава преступления).